# 文鏡秘府論
《文鏡秘府論》，又稱《文笔眼心抄》，日本高僧遍照金剛（空海）編撰，是一部中國詩文論著作。

## 内容
日僧遍照金刚（空海）於唐朝贞元二十年（804年）与最澄等遣唐使至中國進行第十七次文化交流，期間編撰《文鏡秘府論》一書，收錄崔融《唐朝新定诗格》、王昌龄《诗格》、元兢《诗髓脑》、皎然《诗议》、殷瑶《河岳英灵集序》、《河岳英灵集论》等书的詩文理論编輯而成，分天、地、东、南、西、北六卷。
《文鏡秘府論》一書長期流行於日本，清末杨守敬赴日考察，撰成《日本访书志》，论及此书，他说：“此书盖为诗文声病而作，汇集沈隐侯、刘善经、刘滔、僧皎然、元兢及王氏、崔氏之说。今传世唯皎然之书，余皆泯灭。按《宋书》虽有平头、上尾、蜂腰、鹤膝诸说，近代已不得其详。此篇中所列二十八种病，皆一一引诗，证佐分明。”中國六朝至唐的許多佚文，賴此書得以保存。此書引用王昌龄《诗格》一書曾被懷疑是偽書。周维德校点此書，並撰有《文镜秘府论的声病说》。王利器出版《文镜秘府论校注》。盧盛江著有《文鏡秘府論匯校彙考》。

## 評論
錢鍾書：「書實《兔園冊子》，粗足塾師之啟童蒙」。